# ヤマハ・MONTAGE
MONTAGE（モンタージュ）とはヤマハのシンセサイザーの商品名である。
2016年5月2日に発売された。「Motion Control Synthesis Engine」を搭載している。2019年9月28日にホワイトモデルMONTAGE WHが発売された。
2018年10月13日に発売されたMODXシリーズについても記述する。

## MONTAGE6 / MONTAGE7 / MONTAGE8
この音源システムの核である「ハイブリッド音源」は、MOTIF XFの10倍もの大容量波形(プリセット: 5.67GB相当（16bitリニア換算）、ユーザー: 1.75GB 最大8エレメント)を搭載したAWM2音源と、進化したFM音源である8オペレーター、88アルゴリズム、128音ポリフォニックのFM-X音源を組み合わせたものである。「Super Knob」と「Motion Sequencer」などを使用し、「コントローラーによる音の連続変化」を可能としている。「Super Knob」は、複数のパラメーターを一度にコントロールすることができるノブである。「Motion Sequencer」はコントローラーによるパラメーターの変化を設定、再生できる。最大8＋1系統（パート用8系統、「Super Knob」用1系統）の設定・再生ができ、さらに手元のボタンで任意のタイミングでホールドさせたりトリガーできたりと、演奏しながら多層的かつ複雑に音を変化させることができる。これら2つだけでなく、本機種は8個のロータリーノブ、8本のスライダー、ホイール、フットコントローラー、そして膨大なパターンを内蔵したアルペジエーター、A/D インプットの入力をソースにコントロール情報を生成するエンベロープフォロワーも搭載している。ライブ時の音色セットや普段よく使う音色など、任意の音色を自由に登録できる「Live Set」機能を搭載している。ディスプレイに4×4 = 16個の大きな枠が配置され、それぞれに音色をアサイン可能。タッチディスプレイを採用している。音の切り替え時は「SSS (Seamless Sound Switching)機能」により音切れが起こらない設計になっている。これはエフェクトにも適用される。また、Mac、PCやiPhone / iPadと繋げられるようにUSB オーディオMIDIインターフェース機能を内蔵している。最大6ch In/32ch Outのオーディオを同時に扱うことができ、最大192kHzまで対応している。なお、当機種のシーケンサーは以前のMOTIFシリーズのように音楽制作に特化しておらず、そのため、MOTIFシリーズは「MUSIC PRODUCTION SYNTHESIZER」だったが、当機種は「MUSIC SYNTHESIZER」としている。
ラインナップは61鍵/76鍵のFSX鍵盤（イニシャルタッチ/アフタータッチ付）モデルのMONTAGE6/MONTAGE7、88鍵BH （バランスドハンマー）鍵盤（イニシャルタッチ/アフタータッチ付）のMONTAGE8がある。メーカー希望小売価格はオープンであるが、MONTAGE6　￥320,000(税抜）前後　MONTAGE7　￥350,000(税抜）前後　MONTAGE8　￥390,000(税抜）前後である。
EOSと同様に、世界に1台しかないというシルバーカラーの小室哲哉専用モデルも作られた。機能的には前述のブラックモデル、後述のホワイトモデルと変わらないが、MOTIF QUIT30 EDITIONと同様に小室哲哉オリジナル音色も搭載されている。

## MONTAGE6 WH / MONTAGE7 WH / MONTAGE8 WH
上記MONTAGEの白色モデル。ヤマハ・シンセサイザー発売45周年を記念して発売された。メーカー希望小売価格はオープン。ステージ上での存在感、そしてプレーヤーのパフォーマンスを際立たせ、制作環境においてもアーティスティックな感性を刺激するホワイトカラーモデルとして、プレーヤーに新たな選択肢を提供するために発売された。本体の色だけが上記黒色モデルとの違いであり、既存の黒色のMONTAGEユーザー向けに、新たな音色とエフェクトの追加、MONTAGEの高い表現力を活かした楽曲制作を可能とするパターンシーケンサー機能を本体に実装できる最新ファームウェア「バージョン3.0」を、9月24日に製品サイトで公開した。

## MODX6 / MODX7 / MODX8
2018年10月13日発売。上記MONTAGEシリーズの廉価版である。MONTAGEシリーズのテクノロジーを継承し、生楽器のリアリティーとシンセサイザーらしい表現力を兼ね備えた"AWM2 & FM-X ハイブリッド音源"をサウンドエンジンとして搭載している。あらゆる音楽ジャンル、スタイルに対応するだけでなく、強力なプロセッシングパワーにより、更に深い音色エディットやダイナミックな演奏表現を可能にするため、2000種を超えるプリセットパフォーマンス(音色)を搭載している。最大同時発音数 合計192音(AWM2音源:128音/FM-X音源:64音)。「SSS(Seamless Sound Switching)機能」により音色切替時の音切れを心配せずに演奏する事が可能(SSS機能は最大4パートまでを使用するパフォーマンス(音色)にのみ有効)。SSS機能はエフェクトにも適用されるため、リバーブやディレイの残響音が途切れることもない。1GBのユーザーメモリーが搭載されており、自分で作成したカスタムサンプルやソフトウェアベンダーが販売するライブラリーデータを読み込んで使用することが可能。外部音源やマイク等を接続することができるA/D inputs([L/MONO]/[R])やコンピューターと1本のUSBケーブルで接続するスタジオクオリティの4-in/10-outのマルチチャンネルUSBオーディオインターフェース機能を搭載。リズム、テンポにシンクロし各種パラメーターがシーケンシャルに変化可能なMOTION SEQUENCEを搭載。複数のパラメーターを一つのノブで集中的にコントロールできるSUPER KNOBを搭載。外部入力音声の波形を検出しパラメーターをコントロールできるENVELOPE FOLLOWERを搭載。7インチのタッチパネルディスプレイを搭載した操作性の高いユーザーインターフェースと2000種類以上もの豊富なプリセット音色、コンパクト＆ライトウェイト デザイン（MODX8：1,333(W)× 404(D)× 160(H)mm：13.8kg  MODX7：1,144(W)× 331(D)× 134(H)mm：7.4kg  MODX6：937(W)× 331(D)×134(H)mm：6.6kg）、専用ケース(別売り)と組み合わせる事により持ち運びも簡単であること、約130,000音録音可能な16パートMIDIシーケンサーを内蔵していることが特徴である。MONTAGEシリーズとの互換性も確保し、MONTAGE6/MONTAGE7/MONTAGE8で制作したデータのうち、以下のものはMODX6/MODX7/MODX8にロード可能。.X7Uはユーザーファイルとしてのみ、.X7Lはライブラリーファイルとしてのみ読み込まれる。
ラインナップは61鍵/76鍵のセミウェイテッド鍵盤のMODX6 / MODX7と高音域の鍵盤タッチは軽く、低音域になるほど重くなっていくアコースティックピアノの鍵盤タッチを再現した88鍵 グレードハンマースタンダード(GHS)鍵盤搭載したMODX8の3種類。メーカー希望小売価格はオープンであるが、MODX8　￥171,000（税抜）前後　MODX7　￥148,500（税抜）前後　MODX6　￥117,000（税抜）前後である。